# Ранко Чолаковић
Ранко Чолаковић (Медојевићи, 10. јануар 1951) је српски песник.

## Биографија
Ранко Чолаковић рођен је 10. јануара 1951. године у селу Медојевићи, општина Соколац. Дипломирао је на Филозофском факултету у Сарајеву, група Општа књижевност и библиотекарство. Живео је у Сарајеву, Подгорици и Ваљеву, а тренутно живи у Чортановцима.

## Рекли су о Чолаковићу
Драго Јовановић, српски песник из Зворника:
,,[П]есник урбане пустоши и раздробљеног света"
Ђорђо Сладоје, српски песник из Херцеговине:
,,Песме дугог даха и снажног замаха"
Рајко П. Ного, о делу Поновљено лице:
,,Једно је недвојбено: Чолаковић се развија. Овим рукописом освојио је солидно мјесто у савременом босанскохерцеговачком поетском стандарду. Убједљиво је савладао лекцију из модерне фактуре стиха. Његове пјесме су заправо систематско прикупљање грађе за поетско свједочење о удесу нашег времена - непосједовању себе."
Алија Исаковић, бошњачки писац, о делу Поновљено лице:
,,Одавно нисам читао тако једноставно пјесничко говорење, благу иронију и лексичку поспрадност модерним „цивилизацијским” животним нормама (Туристичко љето). Ту нема ничег новог, необичног, неочекиваног, али пјесник може и најбаналнију асоцијацију учинити занимљивом ако јој наруши само редослијед ријечи или редослијед појмова. Тако и у циклусу (Насљедне навике) гдје - увјерени да све унапријед знамо - наједном откривамо да не знамо ништа или је то само „Крхко знање”.
Стеван Тонтић, српски књижевник, о делу Јеси ли жив живи песниче:
,,Чолаковић је критички настројени пјесник - он разобличава јевтине митове и предрасуде које "ми" гајимо о "њима" и једнако тако "они" о "нама". То разобличавање не изводи се "споља", апстрактним језиком идеолошке критике, већ инхерентном енергијом пажљиво бираних језичких средстава.
Полетни, енергијом набијени говор ових пјесама, у готово незаустављивим низовима и каскадама кратких, чврсто срезаних стихова, открива нам праву природу и изразите могућности оваквог пјевања. Ради се о пјесниковом инсистирању на исцрпној обради предмета пјесме са неомеђеним ироничним варирањем његовог значењског потенцијала."
Ирфан Хорозовић, бошњачки књижевник о делу Продужени боравак:
Ако је ово пјесништво , раније, говорило о готово биолошкој интими, праисконском односу бића које осјећа и мисли и - козмоса, онда је тај вертикални однос унеколико помјерен у "Продуженом боравку" , гдје се та интима суочава са чињеницама свакодневице, организованим урбаним животом, ритуалима уредности, заведености у матичне књиге, списе, генералије. Свијет "Продуженог боравка" исписује се на маргинама свакидашњих чињеница, са иронијским помаком који нам сугерира - поново виђен свијет - од којег се, пјесник и читалац, дистанцира самом чињеницом што набраја његове елементе, неповратно отуђене од властитог бића. Лежерност којом је исписана ова књига је привидна, јер ти стихови који се ненаметљиво смјењују један за другим непогрешиво сецирају и показују једно стање духа, ангажираног а отуђеног у урбаном лабиринту.
Славко Шантић, хрватски књижевник о делу Продужени боравак

Продужени боравак Ранка Чолаковића без сумње је неодвојиви дио већ раније започетог поетског бића, садржаја и језика. Оне основне карактеристике, уочене у ранијим пјесничким збиркама, и овдје су експониране на готово истовјетан начин: пјесникова замишљеност над животом и свијетом, над судбином јединке у њему, пјесников активан однос наспрам људске свакодневне ситуације и наспрам универзалног људског битисања, његов ироничан, оптимистичан став којим одређује своје сопствено мјесто у односу на све оно с чиме се сусреће .

## Збирке песама
- Ослушкивачи: Сарајево, "Свјетлост" (1975)
- Поновљено лице: Сарајево, "Свјетлост" (1979)
- Продужени боравак: Сарајево "Веселин Маслеша" (1981)
- Сезонске елегије: Сарајево, "Веселин Маслеша" (1986)
- Ако ћемо заоправе: песме за децу: Сарајево, "Свјетлост"  (1987)
- Јеси ли жив живи песниче: Сремски Карловци, "Бранково коло" (2016)
- Овим речима : пребране песме Београд, "Свет књиге" (2018)

## Награде
За збирку песама Ослушкивачи награђен 1. наградом песничке манифестације "Слово Горчина", Столац 1975. године, наградом Требињских вечери поезије, Требиње 1975. године и наградом издавача "Свјетлост" Сарајево за најбољу прву књигу. 
Године 1988. Дом младих Тузла наградио је својом наградом његову књигу за децу Ако ћемо заоправе.

### Јеси ли жив живи песниче
За књигу песама " Јеси ли жив живи песниче" награђен је наградом "Стражилово" 2016. године
Жири за доделу награде ,,Стражилово" у саставу Ненад Грујичић, Марија Слобода и Иван Лаловић.
Жири његову књигу оцењује као "несвакидашњу" и "проживљену" која тему "песниковања" и позицију песника у свету "подиже до тачке врења свести са ослонцем на хармсовску иронију, гротеску и сарказам." извор: "Дневник" Нови Сад

### Није моје да ме нема
Растко Лончар о ОВИМ РЕЧИМА
У издању београдског "Света књиге" Чолаковић је објавио своје Пребране песме, чиме је по свему судећи дао summarum свога стваралаштва.
Пребир, чини ми се, није случајан, јер, управо најјача књига, најновија, јесте Чолаковићево ремек-дело, са песмама које су, у најмању руку, репрезентативне за њега као песника, за време у којем живимо, за будућу књижевноисторијску епоху у којој стварамо.
Последња је Чолаковићева књига шеретски шамар друштвеном укусу - изврнутом рукавицом. Лирски му субјект "ВЕЋ 25 ГОДИНА НЕ ПИШЕМ ПОЕЗИЈУ" налази се супростављен речима за које испаде да их је лепше било тражити него наћи.
Схвата:
" Благо оном
Који за живота
Постане мртви песник
Имао се рашта
И родити "
Истом: " Нико разуман / Осим живог песника / Одавно није/ Живи песник "
Морам да приметим да остале збирке стоје у истовременом раскораку али и међусобном потврђивању с "Живим песником":оне су, суштински, појединости анализе једне маестралне игре синтагмама, којом ће Чолаковић потврдити своје место у поезији надовезаној на линију која сукобљава животно:анегдотско, свакодневно и заједничко, са појединачним:интроспективним, збуњеним и побуњеним.
Већ од оног првог разбратимства поновљених лица у свемиру, Чолаковић је искусни, касније само зрелији играч са значењима " Са собом се разиђи ,[...] Ако се поново сретнеш / Заобиђи" (из Ослушкивача)," Моја коначна тјескоба / Је васиона" и " Моје лице је боја / Вечерњег камелеона" (из Поновљеног лица)
"Умјесто да се/ Мирно разиђемо кућама" и " Moja прошлост/ Из дана у дан лијепо напредује" (из Продуженог боравка), Сезонске елегије су, пак, још богатије духовитим животним:" [Домовина] На сто километара/ Изненађујуће мало троши", "Овако нешто / [Домовину] Требало би / У кућу набавити".

### Бити песник бачен у океан постојања
Марија Пргомеља о ОВИМ РЕЧИМА
Шта је заокупљало пажњу лирског субјекта током пола века живота и стварања? Одговор је садржан у метафоричном наслову последње објављене и прве уврштене збирке у ово издање изабраних песама [ Јеси ли жив живи песниче], а то је сам живот песника-уметника, усамљеника на изабраном путу. Читајући књигу, искристалисали су се теме које лирски субјект бира и обрађује.
На првом месту то је тема књижевног живота са наличјем, односно наша литерарна стварност, друга је везана за аутопоетику и стварање, а обе за трећу тему, смрт.
Под прву тему наличја, можемо подвести песме "Докле ће мртви песник писати добру поезију" и "Нема горег посла него бити живи песник". У обе песме присутна је критика положаја књижевника на књижевној сцени.
Овај песник ће записати: "Само је мртви песник / Вечито талентован / Нов модеран традиционалан".
Друга наведена песма само се тематски надовезује и шири проблематику. Лирски субјект заузима позицију књижевника-бандита, како је то Милисав Савић једном записао, оних који стварају из инспирације, црпећи грађу из живота и заступајући тезу да је ово занат који се не учи у школи, потенцирајући принцип неприлагођености као основни систем грађе једног песника. С тим у вези лирски субјект ће закључити: "Књижаре библиотеке школе / Цела књижарска индустрија / Сасвим пристојно живе / Од рада живог песника / Живи песник од свог рада / Једва вегетира".
Насловна песма последње објављене песникове збирке "Јеси ли жив живи песниче", покреће тему стварања и поставља питање да ли нас уметност, у овом случају књижевност, одржава у животу. Поставља се питање смисла, али и она давна теза о забораву, о томе шта остаје после. Отуда ефектни рефрен, реторско питање Ранка Чолаковића "Јеси ли жив живи песниче".
Тема смрти јавља се у песми "Основи пјесме о дрвету" у којој лирски субјект спаја неспојиво: дрво, природу и танатос, иронијски и опозитно шаље поруку у којој мисли о крају, доводи у везу са писањем поезије...
Песме које говоре о нестајању су и "Гдје сам се изгубио", "Мјерено кораком журним" и "Поредак ствари".
Песник апострофира да од себе не можеш побећи, где год отишао, те да он  "Борави у себи као у скровишту".